# Lo scudo di pietra
Lo scudo di pietra (Piemme Edizioni, 4 novembre 2014) è il terzo romanzo per ragazzi della serie fantasy Nelle terre di Aurion, scritta da Luca Azzolini.

## Trama
Nel prologo Yoria, il cantastorie di Aurion, raggiunge il punto di confine tra le Montagne Senza Tempo e il Regno della Notte Eterna. Arrivato ai Cancelli della Notte Eterna, scopre che il Principe della Notte sta per invadere Aurion. All'improvviso, il cancello si apre e da esso fuoriesce per primo il Triagon, che apparentemente riesce ad ucciderlo.
Nel presente, Baba si intrufola nelle rovine del Tempio della Luce Suprema, dove rivede i ritratti di tutti gli arcimaghi, compreso quello del suo antico mentore: Yoria. Dietro il ritratto, Baba trova un'armatura e una pergamena che recita una delle profezie del suo Maestro:
Rientrata a casa, Baba scopre che ci sono Lerion e Ilian, il Cavaliere d'Oro dei Laghi   Nebbiosi, i quali la informano di voler preparare un esercito per combattere il Principe della Notte. Solo in quel momento Baba capisce il significato della profezia.
Intanto, Dorian, Mayra, Ravi, Honor e Kiki percorrono la Via Antica sulle Montagne Senza Tempo. In quel momento Mayra prende la febbre e il piccolo gruppo decide di fermarsi in una grotta. Durante la sera, Ravi racconta a Dorian della guerra contro il Principe della Notte e che stavano perdendo duramente contro lo spietato tiranno. Decisero addirittura di attaccare il Palazzo delle Tenebre nella speranza di riuscire finalmente a sconfiggerlo; insieme a Ravi c'era anche il suo fido destriero: il drago bianco Alimantes. Tuttavia vennero sconfitti e ravi fu separato da Alimantes. Durante la notte, Mayra fa un sogno in cui si ritrova nei sotterranei del Palazzo delle Tenebre, dove sono le tombe dei Senzavita e dei kadavar. Scappata da quel posto raggiunge un portale dorato che, una volta toccato, la fa svegliare. Il giorno dopo, il gruppetto si rimette in viaggio ma vengono attaccati proprio dai Senzavita a cavallo dei kadavar. Messi alle strette vengono salvati appena in tempo da una volpe delle nevi, che chiamano Zibì (a causa del suo verso), e dalle aquile d'argento, che riducono a brandelli alcuni dei Senzavita e dei kadavar e li portano nella città degli airin, coloro che si accorsero dei movimenti dell'Esercito Oscuro sulle Montagne Senza Tempo, ma non vennero creduti, e per questo si opposero in prima persona al principe della Notte. Alla fine vennero sconfitti, e il Principe della Notte li maledisse, trasformandoli in esseri mostruosi e privandoli della parola. Dorian, Mayra, Ravi, Honor e Kiki fanno la conoscenza del loro capotribù Raj, il quale li informa che sono state due streghe alleate del Principe della Notte a renderli così, e che proteggono il Castello Sospeso, il luogo dove è custodito lo Scudo di Pietra, dall'alto di una torre oltre il Ponte che Canta, e che nel burrone vive l'Argonath, un'orribile creatura del Regno della Notte Eterna. Il giorno dopo, la compagnia si rimette in viaggio verso il Castello Sospeso, e, insieme a Zibì, raggiungono il Ponte che Canta. Il ponte presenta sulle mattonelle un indovinello, ma non riuscendo a capirlo risvegliano l'Argonath e le orribili gargolle presenti sul ponte, finendo catturati, tranne Kiki e Zibì. dorian, Mayra, Ravi e Honor vengono portati alla torre delle streghe Cineria e Nerea, che intendono consegnarli ai Senzavita. Nel frattempo Kiki riesce a raggiungere gli airin e chiede loro aiuto. Gli airin, a cavallo delle aquile d'argento, attaccano la torre delle streghe e riassestano un duro colpo ai Senzavita; la stessa Zibì fronteggia Cineria e Nerea, rimanendo ferita, ma alla fine Dorian, Mayra, Ravi e Honor riescono a fuggire, e per liberarsi delle streghe decidono di passare attraverso il Ponte che Canta, in quanto hanno capito la soluzione dell'indovinello, e le fanno divorare dall'Argonath. Con la morte delle streghe, gli airin ritornano alle loro sembianze umane, e perfino Zibì, che si scopre essere la fata Haires, trasformata in volpe delle nevi dalle streghe dopo aver tentato di affrontarle. La compagnia, insieme ad Haires, si mette ora in viaggio verso il Castello Sospeso; durante il viaggio Mayra e Haires hanno modo di conoscersi meglio, ma quando la fata comincia a parlargli dei suoi poteri (dato che aveva notato qualcosa di strano in lei), che sembrano farle avere dei sogni premonitori, la ragazza, timorosa, mente, ma haires capisce subito la verità. Arrivati al Castello Sospeso, si ritrovano ad affrontare dei lupi di ghiaccio posti a guardia dell'entrata che Mayra e Haires riescono a sconfiggere, e successivamente cercano di aprire il cancello. Appena cominciano ad aprirlo, dei volti mostruosi cominciano a tormentare Mayra incitandola ad uccidere i suoi compagni; ma alla fine, con grande sforzo, Mayra riesce ad aprire il cancello. In quel momento, proprio mentre stanno per prendere lo Scudo di Pietra, vengono attaccati da soldati fantasma, che vengono trattenuti da Haires; e intanto, emerge anche la figura del Drago delle Montagne Senza Tempo. Dorian, sapendo che sotto quelle mostruose sembianze si trovava Atlas, il Cavaliere d'Oro del Drago che aveva tradito Aurion, si getta a capofitto contro di lui, finendo però in trappola e in balia dei getti di fuoco del guardiano. In quel momento a Dorian viene l'idea di far cadere il soffitto di ghiaccio del castello sul drago, e grazie alla magia di Haires su Radiosa il piano riesce, uccidendo il drago e facendo scomparire i soldati fantasma. Una volta recuperato lo Scudo di Pietra, Dorian lo usa per riportarlo alle sue vere sembianze: Atlas. Ripresosi, il Cavaliere d'Oro del Drago vede davanti a lui la spada di Dorian pronto ad ucciderlo. Tuttavia, i talismani rivelano la sconcertante verità a Dorian: Atlas aveva ascoltato le parole degli airin, e stava controllando i dintorni delle Montagne Senza Tempo insieme al suo lupo Artiglio, quando all'improvviso la sua cavalcatura fu uccisa dalla strega Ombria, la quinta e più potente delle cinque streghe alleate del Principe della Notte, mentre lui cadde sotto uno dei suoi malefici e lei lo manovrò facendogli tradire Aurion. Distrutto ma sollevato dalla verità, Dorian perdona Atlas. Ora la loro prossima destinazione è la Foresta di Cristallo, dove è custodito il Flauto dei Venti, e con grande sorpresa di Dorian, Ravi lo informa che anche Atlas vuole venire con loro per potersi riscattare.
Intanto, al Palazzo delle Tenebre, il Principe della Notte fa visita alla fata Mirage nella sua prigione, che rappresenta l'illusione di un mondo perfetto. Il despota le rivela che ha trovato la persona che lei gli aveva portato via quando era una neonata e la fa precipitare in un baratro.